# أندريوس جيدريتيس
أندريوس جيدريتيس مواليد 23 يوليو 1973 في ماريامبوله، الجمهورية الليتوانية السوفيتية الاشتراكية، الاتحاد السوفيتي، هو لاعب كرة سلة ليتواني بدأ مسيرته الاحترافية في سنة 1992. يبلغ طوله 6 قدم 5 بوصة (2.0 م). مثّل منتخب بلاده. شارك في مسابقة كرة السلة في الألعاب الأولمبية الصيفية. اعتزل اللعب في 2009.

## فرق لعب لها
- شياولياي
- ليتوفوس رايتس
- نيكار ريزن لودفيغسبورغ

## روابط خارجية
- أندريوس جيدريتيس على موقع الدوري الأوروبي لكرة السلة (الإنجليزية)
- أندريوس جيدريتيس على موقع الدوري الإسباني لكرة السلة (الإسبانية)
- أندريوس جيدريتيس على موقع كرة السلة الأوروبية.كوم (الإنجليزية)
- أندريوس جيدريتيس على موقع ريلجم (الإنجليزية)
- أندريوس جيدريتيس على موقع بروبوليرز (الإنجليزية)
- أندريوس جيدريتيس على موقع سبورتس رفرنس (الإنجليزية)
- أندريوس جيدريتيس على موقع أوليمبيديا (الإنجليزية)